# NGC 3787
NGC 3787 este o liner situată în constelația Leul. A fost descoperită în 10 mai 1864 de către Heinrich Louis d'Arrest. Se află la o distanță de 101,79 megaparseci de Pământ.